# مولد (لغة)
المولد في اللغة اسم مفعول من التوليد، بمعنى إخراج شيء من شيء أصلي. وفي الاصطلاح العربي هو لفظ استخرجه المولدون من اللغة الأصلية مع شيء من التصرف وليس مستعملا في كلام الأعراب. مثل البداية المأخوذ من البداءة. ويقال لهذا أيضا المستحدث والعامي. والمولدون هم جماعة من العجم ولدوا ونشأوا ونموا في بلاد العرب، أو العكس. والمولدون أيضا هم جماعة من العرب أو الأعراب اختلطوا بالأعاجم. والعرب يقولون لمثل هؤلاء المستعربة والمتعربة. وإنما إطلاق هذه الكلمة على المولد في اللغة أو الناس هو من باب المجاز.

## تعريف المولد
لغة: المولد من الكلام ما استحدثه العرب ولم يكن من كلامهم فيما مضى والمولد، المحدث من كل شيء ومنه المولد من الشعراء إنما سموا بذلك لحدوثهم.
اصطلاحاً: يطلق المولد على المستحدث من كل شيء ولاسيما على الألفاظ التي أحدثها المولدون والمولد ليس فصيحاً كالموضوع ولا يحتج به في اللغة لحدوثه وخرجه عن العربية الأصلية.

## الحدود الزمانية للمولد
لا يجمع العلماء القدماء على عصر أو قرن للمولد، فمنهم من جعل شعراء القرن الثاني مولدين، وغالى أبو عمرو بن العلاء في تحديد زمن الاحتجاج فأخرج الفرزدق وجريراً من شعراء الاحتجاج وعدهم مولّدين. قال السيوطي: «كان عمرو بن العلاء يقول: لقد حسُن هذا المولد حتى هممت أن آمر صبياننا بروايته. يعني بذلك شعر جرير والفرزدق. فجعله مولداً بالإضافة إلى شعر الجاهلية والمخضرمين، وكان لا يعُد الشعر إلا ما كان للمتقدمين». [المزهر 2/488].
وقال: «وقال الأصمعي: جلستُ إليه عشر حجج فما سمعته يحتج ببيت إسلامي. وسُئل عن المولدين فقال: ما كان من حسن فقد سُبقوا إليه، وما كان من قبيح فهو من عندهم، ليس النمط واحداً، هذا مذهب أبي عمرو وأصحابه كالأصمعي وابن الأعرابي، أعني أن كل واحد منهم يذهب في أهل عصره هذا المذهب، ويقدم مَن قبلهم، وليس ذلك لشيء إلا لحاجتهم في الشعر إلى الشاهر، وقل ثقتهم بما يأتي به المولدون». [المزهر 2/488].

## موقف القدامى من المولد
سئل ثعلب عن التغير فقال: هو كل شيء مولد، وعلق السيوطي على الكلام ثعلب بقوله: «وهذا ضابط حسن يقتضي أن كل لفظ كان عربي الأصل ثم غيرته العامة بهمز أو تحريك أو نحو ذلك مولد، وهذا يجتمع من شيء كثير» ثم أثبت السيوطي للزبيري قولاً يحدد فيه المولد «المولد من الكلام المحدث».
والحقيقة أن تعريف ثعلب فضفاض وليس ضابطاً حسناً كما عده السيوطي ولو أخذنا به لدخلت كتب لحن العامة جميعا ضمن مظاهر التوليد لأن اللحن في نهاية الأمر تغير، والتوليد يتجه أساسا إلى التغير الدلالي فقط، والقدماء لم يميزوا بين المولد والمحدث ولم يفطنوا إلى أن المحدث من طبيعة اللغة، وهو عربي قح في حين أن المولد ما شابته شائبة النسب فهو ليس عربياً ثم أنهم عدوا كل لفظ أو تركيب جاء من طريق الاشتقاق أو تحويل الدلالة، أو التعريب أو حدوث تعديل أو تحريف أو لحن من الصيغة وتكلم به المولدون أو العامة بعد عصر الاحتجاج من المولد والواقع أن موقف العلماء من الاحتجاج بعد حصره بزمان ومكان محددين أوقعهم في خطأين أثرا في نظرتهم إلى المولد. عدو كل تغير أو مخالفة للغة النموذجية المتمثلة في القرآن الكريم والشعر الجاهلي لحنا مهما كانت طبيعة ذلك التغير أو تلك المخالفة فاتسعت بذلك دائرة اللحن ودخل فيه المولد والمولد ليس من اللحن لأنه يتصل بالتطور الدلالي واللحن متصل بمخالفة القواعد.

## موقف المحدثين من المولد
قسّم الدكتور علي وافي المولد أربعة أقسام:
1. ما استعمله المولدون من مفردات أعجمية لم يعرفها فصحاء العرب.
2. ما نقله المولدون بطريق الاشتقاق من معناه الوضعي الذي عرف في الجاهلية وصدر الإسلام إلى معنى آخر تعارفوا عليه.
3. ما حرف على ألسنة المولدين تحريفا يتعلق بالأصوات أو بالدلالة أو بهما معاً.
4. ما جرى على ألسنة المولدين من مفردات ليس لها أصل معروف في العربية ولا في اللغات الأجنبية كالشرقية.
وأجاز وافي النوعين الأولين وحظر استخدام الأخيرين.
ورصد الأمير مصطفي الشهابي عدد من أنواع المولد هي:
1. ما اشتقه المولدون على أساليب القياس العربي كاشتقاقنا من أسماء الأعيان أفعالا نحو: كهرب من الكهرباء، وكاشتقاقنا من أسماء المعاني من المصادر نحو: المستشفى من الاستشفاء، والمتحف من الإتحاف، والجامعة من الجمع.
2. نقل ألفاظ من معناها الأصلي إلى معنى علمي عن طريق المجاز نحو القطار والسيارة والمدرعة.
3. المعرب الذي نقل إلى العربية بعد صدر الإسلام وهو كثير يعد بالألوف.
4. المحرف من اللغة الصحيحة ولا يمكن تخريجه على أصل من أصولها.
ودعا إلى إهمال النوعين الأخيرين واعتماد الأنواع الثلاثة الأولى.
أما مجمع اللغة العربية بالقاهرة فقد واجه ظاهرة التوليد وانقسم المجمعيون إلى مجدد ومحافظ وقسموه إلى قسمين:
قسم روعيت فيه أقيسة الكلام العرب من مجاز واشتقاق أو نحوهما كاصطلاحات العلوم والصناعات وغير ذلك وحكمه أنه عربي سائغ.
قسم مخالف لأقيسة كلام العرب بتحريف في اللفظ أو بتحريف في الدلالة لا يمكن معها تخريجه على وجه صحيح وهذا عامي لا يجيز المجمع في فصيح الكلام.